# Barranc de les Comes (Pinós)
|  | Aquest article tracta sobre el torrent del municipi de Pinós. Vegeu-ne altres significats a «Barranc de les Comes». |

El Barranc de les Comes és un torrent afluent per la dreta de la Riera de Mantellí el curs del qual transcorre íntegrament pel terme municipal de Pinós al Solsonès. Neix al suf de l'Hostal del Vent i fa tot el seu curs seguint la direcció predominant cap al sud.

## Xarxa hidrogràfica
La seva xarxa, que també transcorre íntegrament pel terme de Pinós, està constituïda per tres cursos fluvials que sumen una longitud total de 1.563 m.